# 1926 a filmművészetben
Ez a szócikk az 1926-os év filmekkel kapcsolatos fontosabb eseményeket tartalmazza.

## Események
- január 6. – Berlinben 1500 férőhelyes mozi nyílik Capitol néven, majd 9-én az 1600 férőhelyes Glóris Filmpalota.
- január – A lengyel mozisok a magas filmadó miatt sztrájkolnak, amire az adókulcs a tizedére csökken.
- március – Magyar Filmiroda híradófilmjeit a mozik kötelesek átvenni.
- május –  Piłsudski marsall diktatórikus rendszerében a kormányzat megköveteli a lengyel szerzők munkáinak filmre vitelét.
- július 4. – A Warner Brothershez szerződött Kertész Mihály felveszi a Michael Curtiz nevet.
- augusztus – Warner Brothers elindítja az első Vitaphone filmet, a Don Juan-t.
- december 2. – A német filmcenzúra engedi a Patyomkin páncélos rövidített verziójának bemutatását. A vetítést Magyarországon nem engedik.
- október – Elkészül az első filmfelvétel egy bolygóról (Mars).
- Ez az év az angol filmipar mélypontja. 26 egész estés film készül el a Gaumont és a British International Pictures gyártásaiban.

## Sikerfilmek
1. Aloma of the South Seas – rendező Maurice Tourneur
2. What Price Glory – rendező Raoul Walsh

## Magyar filmek
- Gaál Béla – A csodadoktor
- Deésy Alfréd – Páter Sebastian

## Filmbemutatók

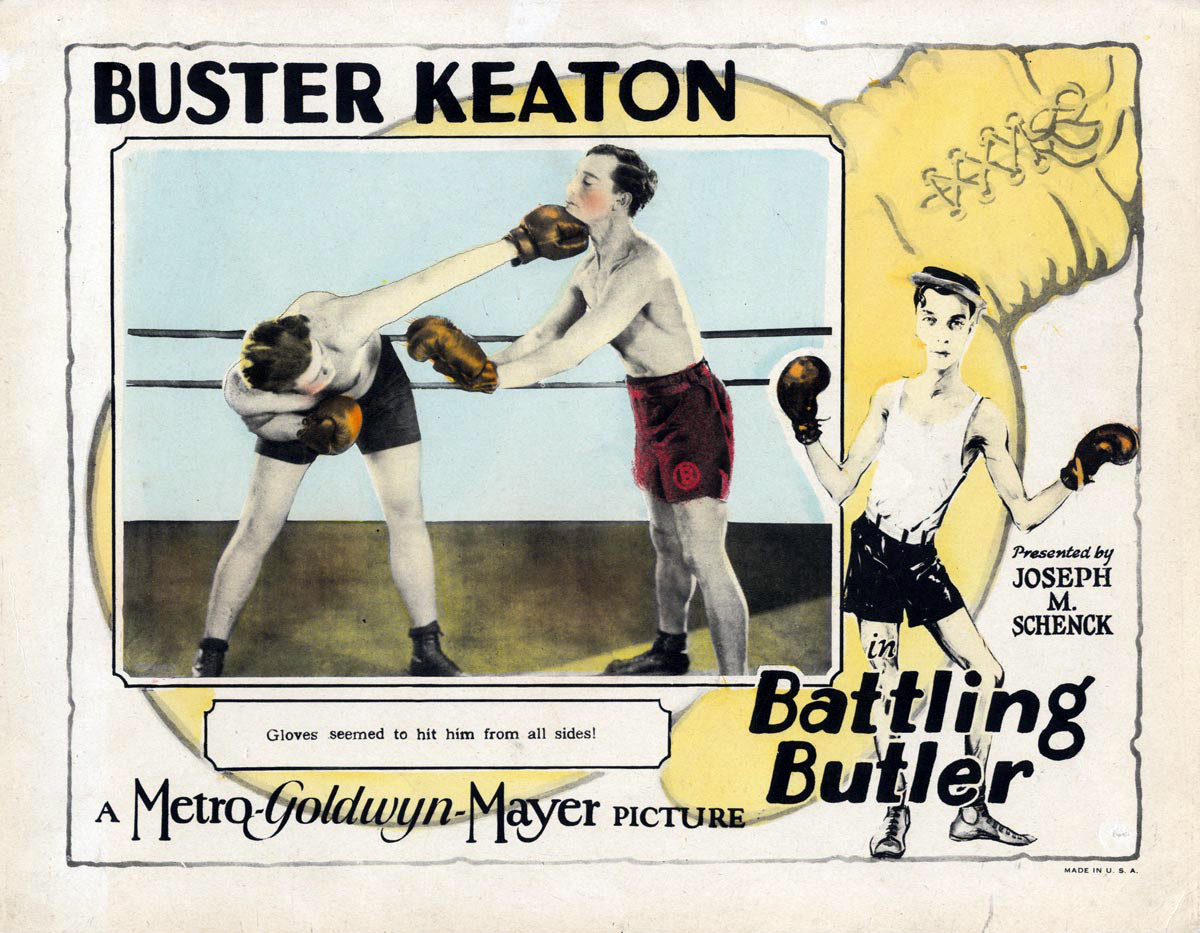
Battling Butler, Buster Keaton

- Aloma, a Délkelet királynője, főszereplő Gilda Gray
- Battling Butler; (Buster, a bunyós), Buster Keaton film
- The Black Pirate, főszereplő: Douglas Fairbanks
- Faust, rendezte: Friedrich Wilhelm Murnau
- Flesh and the Devil, főszereplő: John Gilbert és Greta Garbo
- Hunting Tower, rendező George Pearson (John Buchan regénye alapján)
- Madame Mystery, főszereplő: Theda Bara
- Mare Nostrum, rendező: Rex Ingram
- Scarlet Letter, főszereplő: Lillian Gish
- The Son of the Sheik, főszereplő: Rudolph Valentino
- Sparrows, főszereplő: Mary Pickford
- The Temptress, főszereplő: Greta Garbo és Antonio Moreno
- What Price Glory, főszereplő: Edmund Lowe, Victor McLaglen és Dolores del Rio
- Az anya, rendező: Vszevolod Pudovkin, főszereplő: Vera Baranovszkaja
- Nana, rendező: Jean Renoir
- A törvény nevében, rendező: Lev Kulesov
- A Visztula hajósa (The Volga Boatman), rendező Cecil B. DeMille
- Zsiványbecsület (3 Bad Men), rendező John Ford

## Rövid film bemutatók
- Buster Keaton (1917–1941)
- Our Gang (1922–1944)
- Laurel and Hardy (1926–1940)

## Születések
- január 5. – Maria Schell, színésznő († 2005)
- január 14. – Tom Tryon, színész († 1991)
- január 17. – Moira Shearer, színésznő, táncos
- január 19. – Fritz Weaver, színész
- január 20. – Patricia Neal, színésznő
- január 27. – Ingrid Thulin, színésznő († 2004)
- február 16. – John Schlesinger, rendező († 2003)
- március 6. – Andrzej Wajda, rendező († 2016)
- március 16. – Jerry Lewis, színész
- május 8. – Don Rickles, színész, komédiás
- június 1. – Andy Griffith, színész
- június 1. – Marilyn Monroe, színésznő († 1962)
- június 28. – Mel Brooks
- július 14. – Harry Dean Stanton, színész
- július 21. – Norman Jewison, rendező
- augusztus 6. – Frank Finlay, színész
- október 17. – Beverly Garland, színésznő
- október 18. – Klaus Kinski, színész
- november 30. – Richard Crenna, színész

## Halálozások
- január 18. – Blaha Lujza, színésznő (* 1850)
- január 30. – Barbara La Marr, színésznő
- augusztus 23. – Rudolph Valentino, színész